# Óros (Réthymnon)
Óros, en grec moderne : Όρος, est un village du dème de Réthymnon, en Crète, en Grèce. Selon le recensement de 2011, la population d'Óros compte 54 habitants. Le village est situé à une altitude de 490 m et à 20 km de Réthymnon.

## Recensements de la population
| Recensements | 1900 | 1920 | 1928 | 1940 | 1951 | 1961 | 1971 | 1981 | 1991 | 2001 | 2011 |
| ------------ | ---- | ---- | ---- | ---- | ---- | ---- | ---- | ---- | ---- | ---- | ---- |
| Population   | 116  | 139  | 163  | 148  | 128  | 120  | 100  | 103  | -    | 81   | 54   |